# گمینا بارانوو (استان ماسوویان)
گمینا بارانوو (استان ماسوویان) (به لهستانی:  Gmina Baranów) یک گمینا در لهستان است که در شهرستان گروجیسک مازوویتسکی واقع شده‌است. گمینا بارانوو ۷۵٫۳۷ کیلومتر مربع مساحت و ۴٬۸۵۵ نفر جمعیت دارد.